# Оглоблин, Александр Константинович
Алекса́ндр Константи́нович Оглоблин (2 января 1939, Ленинград — 23 апреля 2020, Санкт-Петербург) — российский лингвист, работавший в области изучения и преподавания австронезийских языков, доктор филологических наук.

## Биография
Родился в семье К. А. Оглоблина (1914—2005) - заведующего кафедрой органической химии СПбГУ, и О. П. Фагутовой (1916—1991) - преподавательницы немецкого языка.
Окончил Восточный факультет ЛГУ в 1961 г. по специальности «индонезийская филология». Его учителями по специальности были индонезийский педагог и методист Усман Эффенди, организатор первых работ и учебных курсов по математическим аспектам лингвистики Н. Д. Андреев, специалист по индонезийской грамматике Г. И. Прокофьев.
В 1961—1965 гг. А. К. Оглоблин служил в армии в качестве переводчика и преподавателя индонезийского языка, обучаясь в заочной аспирантуре под руководством крупного лингвиста-теоретика и востоковеда проф. А. А. Холодовича.
Стажировался в Индонезии (1959—1960 гг., студенческая практика в торговом представительстве СССР в Джакарте); в Малайзии (1978-79 гг., Университет Малайя в Куала-Лумпуре), в Дании (1995 г., Институт северных стран по азиатским исследованиям, Копенгаген).
С 1966 г. вел на Восточном факультете СПбГУ (профессор с 1994 г.) семинары по чтению текстов и читал лекции по теоретической грамматике индонезийского языка и истории литературы Индонезии, яванскому языку, австронезийским языкам, малайской диалектологии и др. Защитил докторскую диссертацию в 1988 г. по структуре и эволюции языков малайско-яванской группы. Публикации (книги, статьи, тезисы и материалы докладов, учебные пособия, всего более 230) касаются языков (в основном вопросов грамматики и типологии), литературы и культуры Индонезии и Малайзии .
Много лет участвовал в исследованиях, проводимых Лабораторией типологического изучения языков Института лингвистических исследований РАН, СПб. В коллективных монографиях этой лаборатории публиковались его работы по каузативу, пассиву, рефлексиву и другим глагольным категориям индонезийского и яванского языков. В 1986 г. вышла грамматика одного из крупных языков Индонезии — мадурского, который раньше в отечественной науке не изучался (грамота Министерства образования РСФСР), в 2008 — грамматика индонезийского языка.
Участвовал также в коллективных работах Музея антропологии и этнографии РАН (Кунсткамера, СПб), Института востоковедения РАН (Москва).
Докладчик на международных конференциях и семинарах: конференции по австронезийскому языкознанию 6-я, Гонолулу (США) 1991, 7-я, Ноордвейкерхаут (Голландия) 1994; Конгресс по малайскому языку, Куала-Лумпур (Малайзия) 1995; конференции по языкам Дальнего Востока, Юго-Восточной Азии и Западной Африки, Москва 1997, СПб 1999 и др; семинары Королевского ин-та в Лейдене по древнеяванским текстам 1998, по малайской эпистолярной традиции 2002, Конгресс лингвистов Индонезии, Джакарта 1999 и пр.
А. К. Оглоблиным опубликованы переводы романов и рассказов индонезийских писателей XX в. П. А. Тура, П. Виджайи и др.
Член правления Общества «Нусантара», составитель и редактор сборников по культуре малайско-индонезийского ареала, издаваемых этим обществом совместно с Восточным факультетом. В 1995—1998 гг. был членом правления Европейской ассоциации исследований Юго-Восточной Азии (ЕВРОСЕАС).
Организовал семинар по Юго-Восточной Азии на Восточном факультете, международную конференцию по Юго-Восточной Азии в 1998 г. (там же, при поддержке Института «Открытое общество»), Международную сессию Восточного факультета по филологии Нусантары 2003 г.
Умер 23 апреля 2020 года.

## Награды
- грамота Министерства образования РСФСР (1986)
- Премия «Прима Комексиндо» (1995)
- 2-я Университетская премия за монографию «Очерк диахронической типологии малайско-яванских языков» (М.: Фонд «Новое тысячелетие», 1996) (1999).

## Список основных печатных работ А. К. Оглоблина
- 1972. (В соавт. с Н. Ф. Алиевой, В. Д. Аракиным, Ю. Х. Сирком) Грамматика индонезийского языка. М.: «Наука». (Разделы: 1[в соавт.с В. Д. Аракиным] Графика и орфография. С.18-22. 2. Фонетика. С.23-75).
- 1986. Мадурский язык. Л.: Изд-во ЛГУ.
- 1991. (В соавт. с N.F.Alieva, V.D.Arakin, Yu.H.Sirk) Bahasa Indonesia. Deskripsi dan teori. Yogyakarta. 526 p. (Индонезийский язык. Описание и теория. Перераб. вариант № 1 на индонез. языке.)
- 1996. Очерк диахронической типологии малайско-яванских языков. М.: «Новое тысячелетие». 192 с. — 2-е изд., испр. и доп. М.: URSS-Либроком, 2009. 200 с.
- 2004. Древнеяванский ирреалис // Исследования по теории грамматики 3. Ирреалис и ирреальность. Отв. ред. Ю. А. Ландер, В. А. Плунгян. М.: Гнозис, 2004. — С. 107—123.
- 2005. Javanese // Austronesian languages of Asia and Madagaskar. Eds Adelaar A., Himmelmann N.P. L.: Routledge, 2005. — P. 590—624.
- 2008. Грамматика индонезийского литературного языка. СПб: Изд-во СПГУ, 2008. — 440 с.
- 2016. Kamus Besar Rusia-Indonesia (Большой русско-индонезийский словарь). 80 000 kata. Penyunting Penyelia: Njaju Jenny M.T. Hardjatno. Jakarta: Yayasan Pustaka Obor Indonesia, 2016, 1953 с. (совместно с И. И. Кашмадзе, Л. Н. Демидюк, В. Н. Лощагиным).